# Dominik Kindermann
Dominik Kindermann (9. listopadu 1739 Šluknov – 9. června 1817 Krásná Lípa ) byl český malíř německé národnosti. Ve své tvorbě se soustředil na historické a křesťanské náměty, stal se autorem mnoha oltářních obrazů.

## Život
Dominik Kindermann se narodil 9. listopadu 1739 v severočeském Šluknově. 
Záliba v malování se u něj projevovala už od dětství. Jeho budoucí kariéru odstartoval pobyt v České Kamenici, kde ho zaujala práce blíže neurčeného malíře pozlacujícího malby. Brzy poté u dotyčného umělce nastoupil jako učeň a naučil se základům malířského umění. Po třech letech učení odešel do Prahy ke svému strýci Josefu Kleinovi (1693–1782), který byl rovněž šluknovským rodákem. V Praze jej vyučoval jezuitský malíř Ignác Raab (1715–1787), později ve Vídni František Antonín Palko (1717–1766).
V letech 1769–1775 žil v Římě, kde studoval u Antona Raphaela Mengse (1728–1779). Během zdejšího pobytu se seznámil s díly mnoha věhlasných umělců, např. Rafaela či bratří Carracciů. Po šesti letech v Římě odešel do Neapole a zajímal se mimo jiné o umělecké památky z Pompejí.
Poté jej hrabě Ferdinand Bonaventura II. z Harrachu (1708–1778), majitel Šluknovského panství a také jeho mecenáš, povolal do Vídně. 
Závěr života strávil v Krásné Lípě, kde 9. června 1817 zemřel.

## Dílo

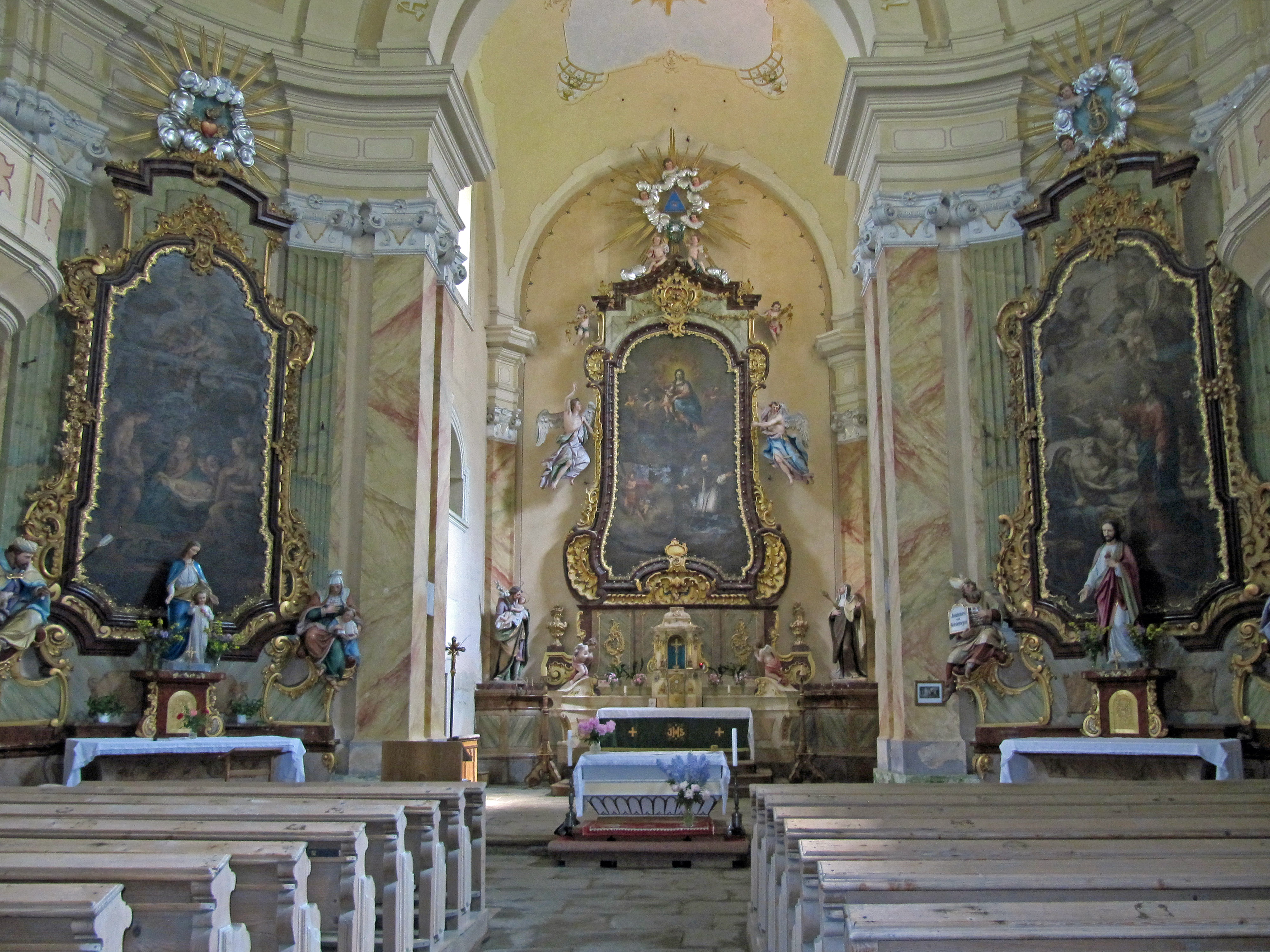
Oltářní obrazy ve starokřečanském kostele

Ve své tvorbě se Dominik Kindermann soustředil převážně na oltářní obrazy a malby s náboženskou a historickou tematikou. Zakázky získával především ve Vídni a okolí, ve Šluknovském výběžku, ale také v Uhrách či na Moravě. V jeho díle se projevuje doznívající baroko a postupně se prosazující rokoko a klasicismus.
Malby Dominika Kindermanna (výběr)
- svatá Máří Magdaléna na hlavním oltáři v kostele v Krásné Lípě
- svatý Jan Nepomucký na bočním oltáři v kostele v Krásné Lípě
- svatý Jiří na hlavním oltáři v kostele v Jiříkově
- svatý Martin na hlavním oltáři v kostele v Brtníkách
- podobizna hraběte Ferdinanda Bonaventury II. z Harrachu
- podobizna císaře Leopolda II. ve strahovském klášteře
- Umírající svatý Josef a Narození Krista v kostele ve Starých Křečanech
- Umučení svatého Vavřince v kostele v Jilemnici
- Umučení apoštolů Šimona a Judy v kostele v Šavníku
- pět oltářních obrazů v kostele v Tovačově
- Stětí svatého Jakuba v kostele v České Kamenici
- portréty mikulášovického podnikatele Franze Zachariase Römische, jeho manželky, otce, děda a dalších příbuzných
- krajinky Saského Švýcarska (Kuhstall, jeskyně u Ottendorfu)